# Улица Елгавас (Рига)
Улица Е́лгавас (латыш. Jelgavas iela) — улица в Земгальском предместье города Риги, в историческом районе Торнякалнс. Ведёт от улицы Акменю преимущественно в южном направлении, заканчиваясь примыканием к Виенибас гатве.

## История
Улица Елгавас является самой старой магистралью Торнякалнса и одним из старейших населённых мест в Пардаугаве. В конце XVII века здесь проживали главным образом перевозчики, переправлявшие путников и торговцев через Даугаву.
С этой улицы начинались старинные дороги в Бауску и Елгаву (Митаву), пока в первой половине XIX века не построили новое Митавское шоссе (ныне Виенибас гатве). На карте 1764 года, как и на плане 1844 года, обозначена как часть Старой Митавской дороги. Как городская улица впервые упоминается в списках 1861 года, под названием Старая Митавская улица (нем. Alte Mitauer Strasse, латыш. Vecā Jelgavas iela), при этом Митавской, а позднее Елгавской улицей именовалась современная Виенибас гатве.
В проток Килевейна-гравис, протекающий вдоль улицы, в её начале впадала река Марупите. В Средние века в этом месте был построен наблюдательный пункт для обороны Риги, известный как Красная башня (латыш. Sarkanais tornis, что и дало название району Торнякалнс), а в XVII веке — полевое укрепление Коброншанц.
Своё нынешнее название улица получила в 1937 году, после того как прежняя улица Елгавас в 1935 году стала именоваться Виенибас гатве. Других переименований улицы не было.
В 1920—1930-х годах на сегодняшней улице Елгавас работало несколько промышленных предприятий, ремесленные мастерские, 8 продовольственных магазинов, парикмахерская и другие заведения. В начале улицы, на берегу канала Килевейна-гравис, располагались базы строительных материалов, доставляемых в том числе по воде. К началу Второй мировой войны на улице насчитывалось 68 земельных участков.

## Транспорт
Общая длина улицы Елгавас составляет 2010 метров. На всём протяжении асфальтирована. Движение двустороннее, по одной полосе в каждом направлении. Недалеко от начала улицы её пересекает мост железнодорожной линии Рига — Елгава.
На участке от ул. Буру до конца улицы Елгавас курсируют троллейбусы маршрута № 27. По начальному отрезку улицы (до ул. Буру) проходят отдельные рейсы троллейбусных маршрутов № 9, 12 и 25, следующие во 2-й троллейбусный парк или из него.
В 2022 году по части улицы Елгавас пролегла велодорожка, ставшая частью веломаршрута до Зиепниеккалнса.

## Примечательные объекты
- Дом № 1 и 3 — Академический центр Латвийского университета, к настоящему времени построены корпуса «Дом природы» (центр естественных наук, 2015) и «Дом науки» (2019)[8].
- Дом № 29 — жилой дом (1929).
- Дом № 37 — троллейбусный парк № 2 на 250 машин (1966—1968, проект института «Латгипрогорстрой»).
- Дом № 68/72 — текстильно-галантерейная фабрика «Лента», с 2008 года — одноимённое ООО[9]. Основана в 1880 как «бумаго-прядильная и лентоткацкая фабрика» В. Эйкерта; название «Лента» с 1903 года[10].
- Дом № 74 — бывший доходный дом (1911, архитектор Оскар Бар).
- Дом № 86 — жилой дом (1929).

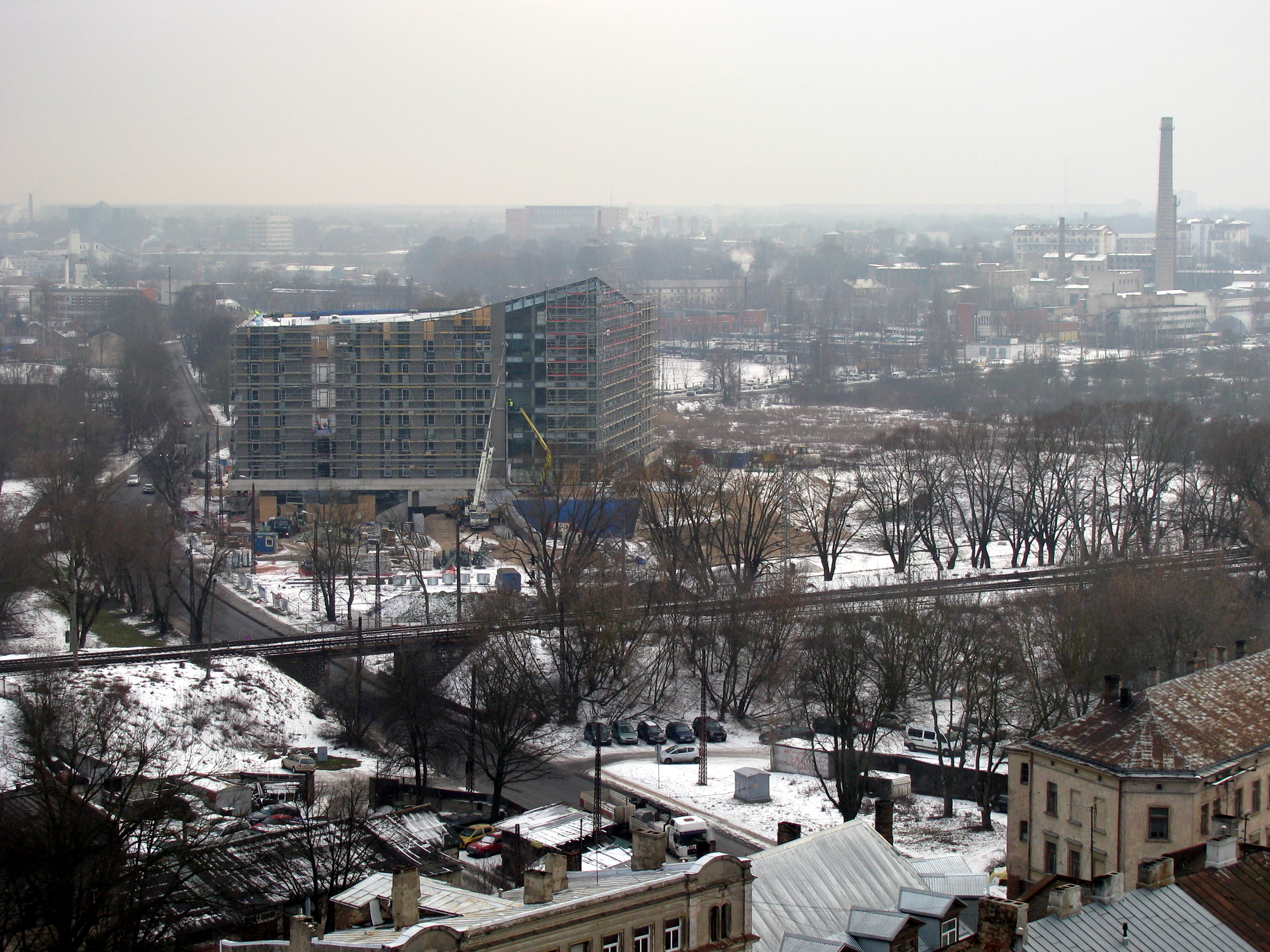
Строительство Дома Природы на месте исторического Коброншанца, 2015 год
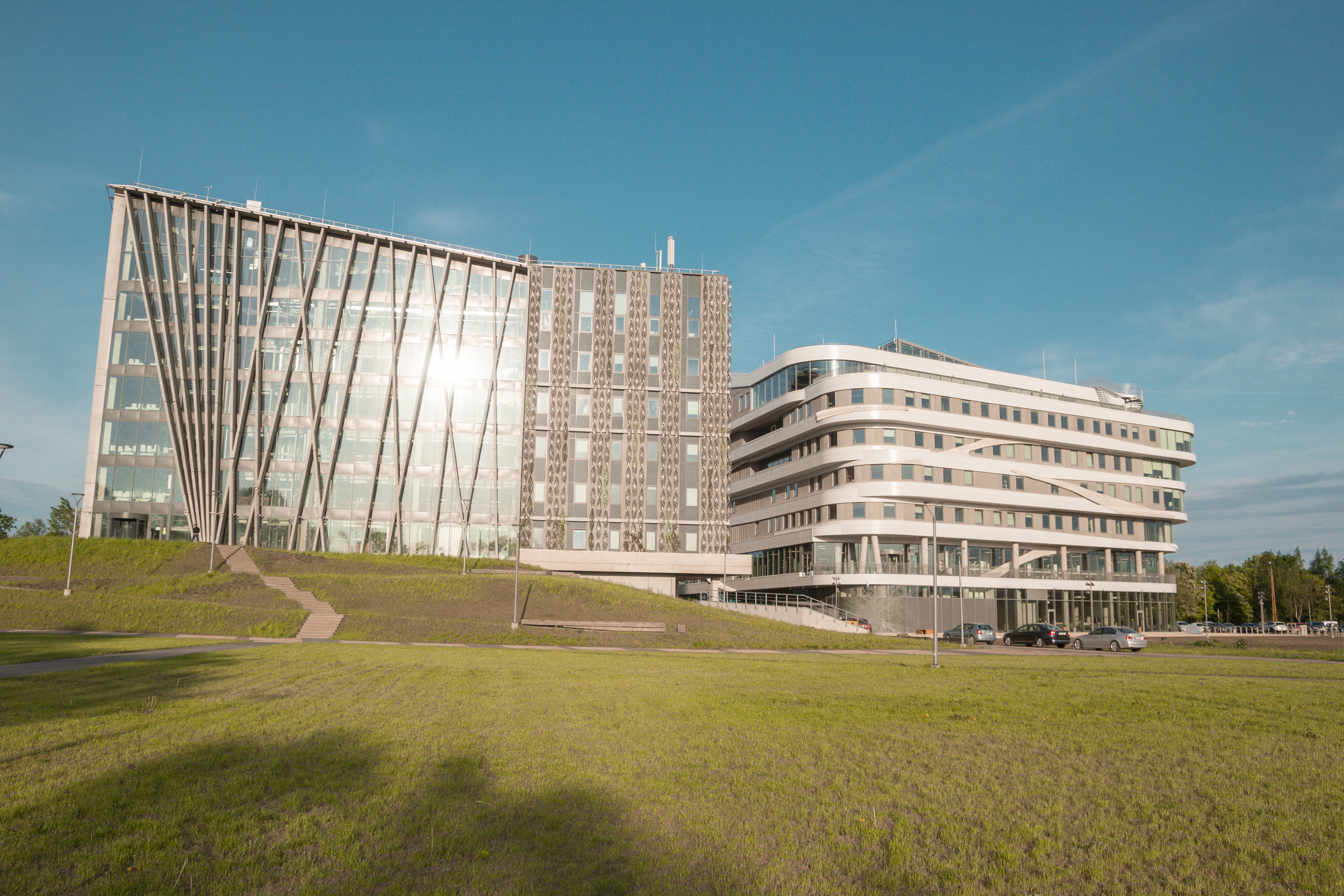
Дом Природы и Дом Науки, 2019 год
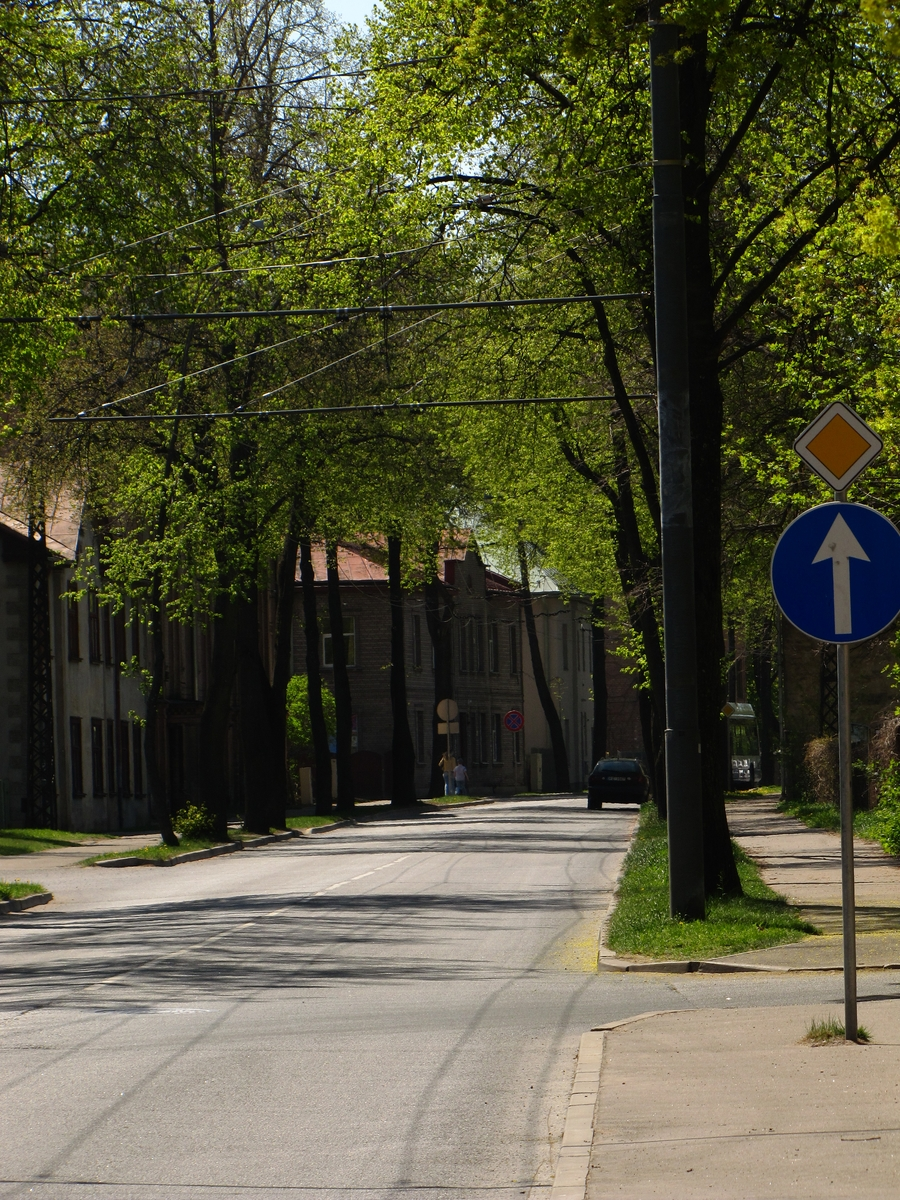
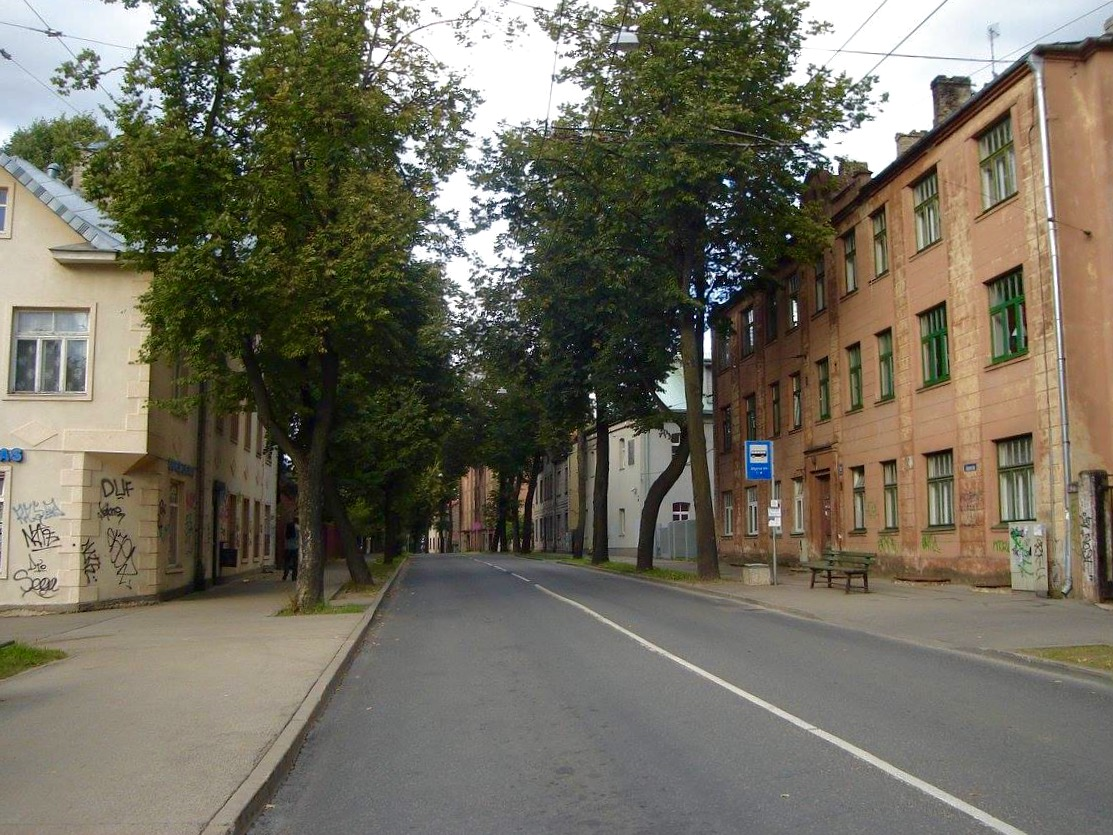
Вид от Виенибас гатве

## Прилегающие улицы
Улица Елгавас пересекается со следующими улицами:
- улица Акменю
- Виенибас гатве
- улица Акачу
- улица Буру
- улица Биекенсалас
- улица Става
- улица Вея
- улица Сатиксмес
- улица Баускас
- улица Ванагу
- улица Армитстеда
- Виенибас гатве